# Cedusa quimata
Cedusa quimata är en insektsart som beskrevs av Kramer 1986. Cedusa quimata ingår i släktet Cedusa och familjen Derbidae. Inga underarter finns listade i Catalogue of Life.